# Rio Tenerife
O rio Tensift (ou Oued Tensift; em árabe: تانسيفت), mencionado em fontes antigas portuguesas como rio Tenerife, é um rio do centro de Marrocos, que nasce no Alto Atlas Oriental, a norte do passo de montanha de Tizi n'Tichka, entre Marraquexe e Ouarzazate. Passa junto a Maraquexe e desagua no oceano Atlântico em Souira Kedima (Aguz), 35 km a sul de Safim. Apesar de ser um dos dez maiores rios de Marrocos, o seu caudal é muito variável, sendo frequente estar seco inclusivamente perto da foz, principalmente no verão.
Ao longo do seu curso, de aproximadamente 250 km, atravessa a planície de Al Haouz e recebe numerosos afluentes, sobretudo na margem esquerda, como os uades Chichaoua e N’Fis (Neffis). Tem três barragens: Lalla Takerkoust, Sidi Mohamed Ben Slimane El Jazouli e Yacoub El Mansour.